# Hubeikou (sockenhuvudort i Kina, Hubei Sheng, lat 33,20, long 109,57)
Hubeikou (kinesiska: 湖北口, 湖北口回族乡) är en sockenhuvudort i Kina. Den ligger i provinsen Hubei, i den centrala delen av landet, omkring 530 kilometer nordväst om provinshuvudstaden Wuhan. Antalet invånare är 21 425. Befolkningen består av 9 886 kvinnor och 11 539 män. Barn under 15 år utgör 16,0 %, vuxna 15-64 år 74 %, och äldre över 65 år 9,0 %.
Runt Hubeikou är det ganska tätbefolkat, med 120 invånare per kvadratkilometer. Det finns inga andra samhällen i närheten. I omgivningarna runt Hubeikou växer i huvudsak blandskog.
Genomsnittlig årsnederbörd är 922 millimeter. Den regnigaste månaden är juli, med i genomsnitt 178 mm nederbörd, och den torraste är januari, med 6 mm nederbörd.